# Linkerventrikel
De linkerventrikel of linkerkamer is een van de vier holten in het hart. Het hart heeft twee boezems (atria) en twee kamers (ventrikels).
De linkerventrikel stroomt tijdens de diastole vol met zuurstofrijk bloed uit de longaders, dat via de linkerboezem en de mitralisklep de ventrikel bereikt, en pompt het dan via de aortaklep en de aorta naar de weefsels, waarbij de bloeddruk in de aderen toeneemt.

## Bouw
De linkerventrikel is langwerpiger dan de rechterventrikel, en meer kegelvormig. Op dwarse doorsnede is de vorm wat ovaal, bijna rond. De linkerventrikel vormt maar een klein deel van de voorste wand van het hart, dat tegen het borstbeen ligt, maar een groot deel van de onderkant, die op het middenrif ligt. De apex van het hart ofwel hartpunt wordt normaal gesproken ook gevormd door de linkerventrikel. De linkerventrikel pompt met veel hogere drukken dan de rechter, en daarom is de wand drie tot zes keer zo dik en gespierd als rechts, wat laat zien dat de druk (120 mm Hg = 16kPa) ook ongeveer zes keer zo hoog is als rechts.

## Functie
Wil iemand een goede gezondheid hebben, dan moet de linkerventrikel:
- (a) snel relaxeren (verslappen) na de contractie (samentrekking) en zich snel weer vullen met zuurstofrijk bloed uit de longen; met andere woorden, een goede diastolische relaxatie en vulling hebben.
- (b) snel en krachtig samentrekken en daardoor het meeste bloed de aorta in pompen en daarbij de hoge druk in de aorta overwinnen; dit heet systolische contractie en ejectie. Een veel gebruikte maat voor de knijpkracht, ofwel systolische functie, van het hart is de linkerventrikelejectiefractie.
- (c) in staat zijn om onder invloed van het zenuwstelsel de pompcapaciteit (hart-minuut-volume) aan te passen.